# San Giacomo degli Schiavoni
San Giacomo degli Schiavoni község (comune) Olaszország Molise régiójában, Campobasso megyében.

## Fekvése
A megye északkeleti részén fekszik. Határai: Guglionesi és Termoli.

## Története
A település középkori alapítású. Nevét (schiavoni) a 16. században letelepedett albán menekültekről kapta, akiket a törökök űztek el hazájukból. A 19. században nyerte el önállóságát, amikor a Nápolyi Királyságban felszámolták a feudalizmust. 1928 és 1946 között Termoli része volt.

## Népessége
A népesség számának alakulása:

## Főbb látnivalói
- Maria Santissima del Rosari-templom